# Javier Lux
Javier Alejandro Lux (Carcarañá, Santa Fe, Argentina, 10 de julio de 1977) es un exfutbolista argentino. Jugaba de mediocampista central.

## Biografía
Debutó en el fútbol argentino el 2 de marzo de 1997 en Racing Club. En la temporada 2002/2003 jugó en Talleres de Córdoba y luego pasó a Estudiantes de La Plata por una temporada. Jugó la temporada 2004/2005 y la Promoción 2005 en Instituto de Córdoba. Luego estuvo en Banfield una temporada para luego seguir en Arsenal hasta la primera parte del 2007, pues fichó para Belgrano de Córdoba donde se retiró del fútbol profesional a los 32 años.
Se desempeñó como mediocampista central, jugó 227 partidos en el fútbol local donde marcó 8 goles y jugó 13 partidos internacionales en los que marcó 1 gol. Su hermano es el arquero Germán Lux quien jugó en el club Atlético River Plate de Argentina.

## Clubes
| Club                      | País      | Año       |
| ------------------------- | --------- | --------- |
| Racing Club de Avellaneda | Argentina | 1995-2002 |
| Talleres de Córdoba       | Argentina | 2002-2003 |
| Estudiantes de La Plata   | Argentina | 2003-2004 |
| Instituto de Córdoba      | Argentina | 2004-2005 |
| Banfield                  | Argentina | 2005      |
| Arsenal de Sarandí        | Argentina | 2006-2007 |
| Belgrano de Córdoba       | Argentina | 2007-2008 |

## Palmarés

### Campeonatos nacionales
| Título           | Club        | País      | Año    |
| ---------------- | ----------- | --------- | ------ |
| Primera División | Racing Club | Argentina | A-2001 |

- Datos: Q6165598